# 関羽
関 羽（かん う、? - 建安24年12月初旬（220年1月））は、中国後漢末期の武将。字は雲長（うんちょう）。もとの字は長生。司隷河東郡解県（現在の山西省運城市塩湖区解州鎮常平村）の人。子は関平・関興・女子。孫は関統・関彝。
蜀漢の創始者である劉備への忠義を貫き、その人並み外れた武勇や義理を重んじた彼は曹操など同時代の多くの人から称賛された。後漢から贈られた封号は漢寿亭侯。諡が壮繆侯（または壮穆侯）だが、諡号は歴代王朝から多数贈られた（爵諡を参照）。死後、後世の人々に神格化され関帝（関聖帝君・関帝聖君）となった。
小説『三国志演義』では、「雲長、関雲長あるいは関公、関某と呼ばれ、一貫して諱を名指しされていない」、「大活躍する場面が壮麗に描かれている」など、前述の関帝信仰に起因すると思われる特別扱いを受けている。
三国志正史によると身長は9尺で見事な鬚髯（しゅぜん：鬚＝あごひげ、髯＝ほほひげ）をたくわえていたため、諸葛亮からは「髯（）」と呼ばれ（蜀書関羽伝「孟起兼資文武雄烈過人一世之傑黥彭之徒当与益徳並駆争先猶未及髯之絶倫逸群也」）、『三国志演義』などでは「美髯公（）」などとも呼ばれる。

## 生涯

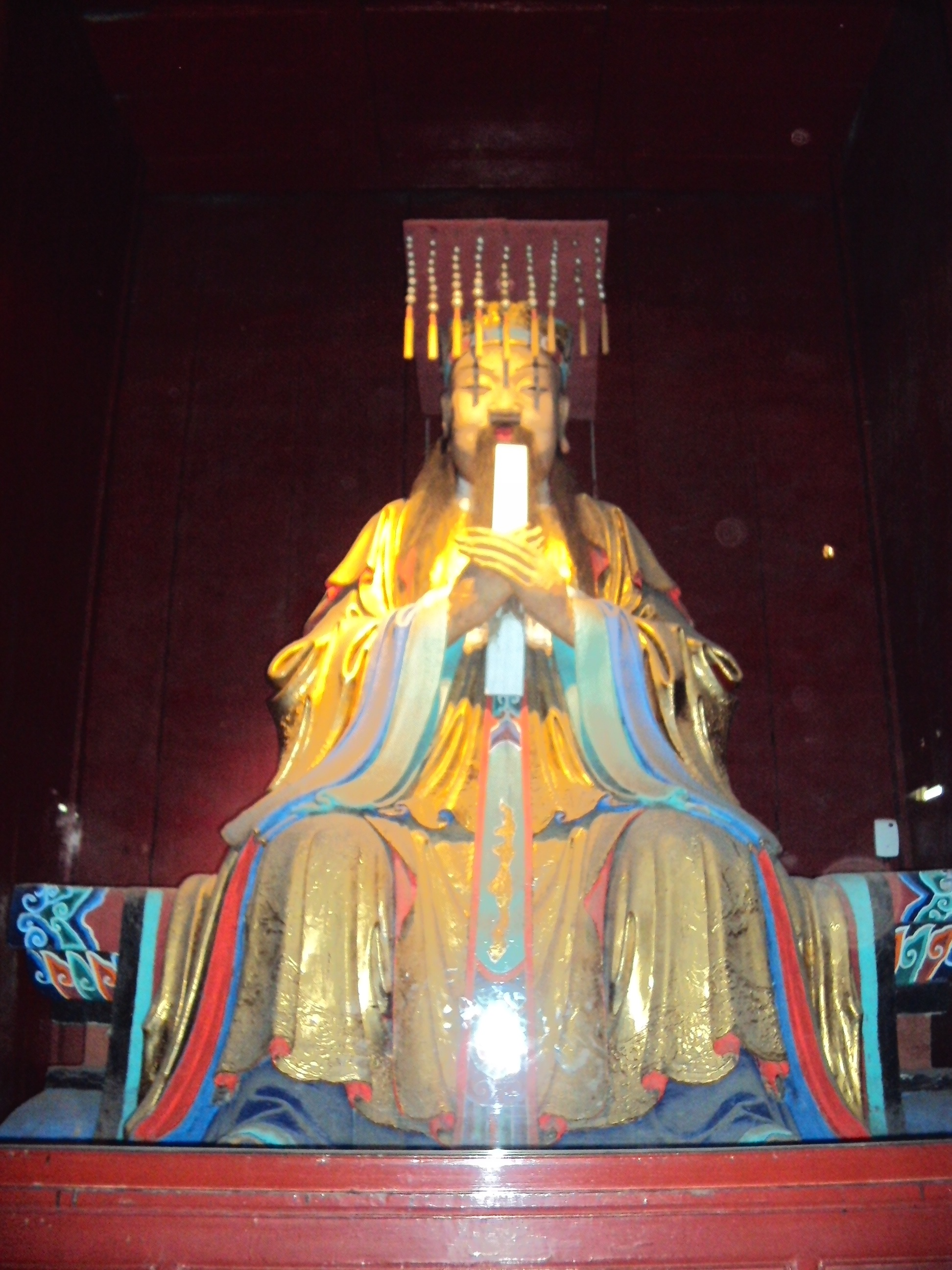
成都武侯祠の関羽像

### 劉備に仕える
出身の司隷河東郡から幽州涿郡に出奔。黄巾の乱に際し同地で劉備が旗揚げすると、張飛と共に彼の護衛官を務め、簡雍・田豫らと各地を転戦した。劉備が平原の相になると、関羽は張飛と共に別部司馬に任命された。劉備は関羽・張飛に兄弟のように恩愛をかけ、張飛は関羽が年長者であることから兄のように従ったという。関羽・張飛は他人の前では、あくまで劉備を主君として立て、仕えた。

### 劉備への忠義を貫き、劉備の元へ帰る
徐州を得た劉備は呂布と争い曹操を頼って逃れた。建安3年（198年）、曹操が呂布を破った時に関羽は張飛と共に戦功を認められ、曹操から中郎将に任命された。この時に関羽は呂布の部将の秦宜禄の妻を娶る事を曹操に願い出たが、秦宜禄の妻を見た曹操は自分の側室としてしまった。
建安4年（199年）、劉備は献帝から密命を受けた董承と結び曹操に叛旗を起こし徐州刺史の車冑を殺害し、徐州を占拠した。この時に張飛は劉備と共に小沛に戻り、関羽は下邳の守備を任され太守の事務を代行した。
建安5年（200年）、劉備が東征してきた曹操の攻撃を受けて敗れ、下邳に撤退せず北上し袁紹の元に逃げると関羽は夏侯博や劉備の妻子と共に曹操に捕らわれた。曹操は献帝を庇護しており、献帝の下にあった。関羽は劉備の元へ帰るまでの期間「漢王朝（献帝）に降る」という名目の上で、曹操に降伏するのではなく一時的な賓客となり、漢王朝より偏将軍に任命された。官渡の戦い（漢王朝（曹操側）と袁紹の戦争）に関羽も漢王朝側の武将として参加し、関羽は呂布の降将の張遼と共に白馬県を攻撃していた袁紹の将の顔良の攻撃を命じられた。関羽は顔良の旗印と車蓋を見ると、馬に鞭打って突撃し顔良を刺殺し、その首を持ち帰った。この時、袁紹軍の諸将で相手になる者はいなかったという（白馬の戦い）。曹操は即刻上表して、漢寿亭侯に封じた。
曹操は関羽の人柄と武勇を高く評価していたが、関羽は一貫して劉備への忠義を貫き、曹操を拒否した。曹操は関羽が自分に降伏する可能性は無いと思い、張遼に依頼して関羽に質問させたが、関羽は劉備を裏切る事は無い事と、曹操への恩返しが済んだら立ち去る心算である事を述べた。それを張遼から聞いていた曹操は関羽の義心に感心したという。
顔良を討ち取るという功を立てた関羽は必ずや劉備の元に戻ると曹操は考え、関羽に重い恩賞を与えた。関羽はこれらの賜り物に封をし、曹操に手紙を捧げて別れを告げ、袁紹に身を寄せた劉備の元へ去った。曹操はその義に感嘆し、関羽を追いかけようとする部下に対し、彼を追ってはならないと言い聞かせた。その後関羽は劉備と再会し、劉備の元へ帰った。

### 荊州を預かる
劉備が袁紹の元を去って荊州の劉表の元に身を寄せると、関羽も同行した。
建安13年（208年）、劉備が襄陽の名士の諸葛亮を三顧の礼で迎え重用するようになると、張飛と共に不満を覚えたが、劉備は自分と諸葛亮との関係は、魚が水を欲するようなものである（水魚の交わり）と述べたという。
同年、劉表が病死し曹操が荊州に侵攻すると、樊の地より南下して江陵を目指した劉備の指示で数百隻の船団からなる別働隊の指揮を執った。途中、長坂の当陽で曹操軍の追撃を受けた劉備は敗北し漢津に逃れ、関羽の船団と合流し難を逃れ、共に夏口に向かった（長坂の戦い）。魯粛、諸葛亮を介して孫権が劉備に援軍を出すと、劉備・孫権軍は赤壁で曹操軍を破り、曹操は荊州制圧を諦めて撤退した（赤壁の戦い）。
建安14年（209年）、荊州の南郡攻防戦では北道を封鎖したが、李通が手勢を率いてこれを攻撃し曹仁を救い出した。また、漢津で徐晃と満寵の攻撃を受けた。劉備は江南の諸郡を平定すると、関羽のそれまでの功績を評価し、襄陽太守・盪寇将軍に任命した。関羽は長江の北の守備を任された。
劉備が益州に入ると（劉備の入蜀）、関羽は諸葛亮と共に荊州の守備を任された。後に劉備が益州を攻撃すると諸葛亮は張飛・趙雲らと益州入りし、荊州の留守は関羽が預かることとなった。この頃、襄陽に駐屯していた曹操配下の楽進と襄陽郊外の青泥まで進出して対峙してたがその攻撃をうけて蘇非と共に逃走している。このとき文聘が関羽の輜重、軍船を焼いている。荊州刺史の傅羣の主簿の楊儀が降ってくると、関羽は楊儀を功曹に任命して、劉備の元に使者として派遣している。
劉備が益州を征服すると関羽の功績は張飛・諸葛亮と同等と評価され、関羽は荊州の軍事総督に任命された。しかし同僚の糜芳・士仁とは関羽が両者を軽んじていたことから隙があった。また州の事務を一任された荊州治中の潘濬とは親交を結ぶことはなかった 。

### 孫権との衝突
建安20年（215年）、荊州領有を巡る争いが解決しないことに業を煮やした孫権の命令で呂蒙らが長沙・桂陽・零陵の三郡を襲撃すると、呂蒙の謀略により郝普は呉に降伏した。それをうけて関羽は3万の兵を指揮して益陽に布陣。劉備も自ら大軍の指揮を執って関羽の助勢に駆けつけ、一時は劉・孫同盟の崩壊の危機に至った。だが、関羽と通じた長沙郡の安成・攸・茶陵の三県と、揚州廬陵郡の永新県の官吏らが桂陽の陰山城で謀反を起こし、長沙郡の安成県令の呉碭と中郎将の袁龍が関羽と機略を通じ再び反乱を起こした。さらにこの年、曹操が自ら大軍の指揮を執って漢中の張魯を攻撃したことなど、これらが両陣営に和平の機運をもたらし、関羽と魯粛の対談が実現した（単刀赴会）。会談は孫権側の魯粛のペースで進行し、関羽はしばしばやり込められた。結局、湘水を境界線とし、長沙・江夏・桂陽は孫権領に、南郡・武陵、そして一度は奪われた零陵が劉備領となった。
建安22年（217年）の魯粛の死後、陸口に赴任した呂蒙は、関羽を警戒する計画をひそかにめぐらしていたが、表面的にはこれまで以上に関羽と親密に接した。しかし、関羽の荊州での統治ぶりは恩徳と威信がよく行き渡っていたため、なかなか機会を得ることができなかった。
あるとき、孫権から関羽に対し、関羽の娘 に、孫権の子との婚姻の申し入れがあった時、関羽はこれを断り、孫権を怒らせた。

### 樊城の戦いと最期
建安23年（218年）、侯音は宛で曹操に対して反乱を起こし、関羽と手を結んだ。また魏に従わない反乱者や盗賊たちの中には、弘農郡陸渾県の孫狼のように関羽から印綬や称号を受けて魏に反抗する者たちもいた。建安24年（219年）春正月、曹操の部将の曹仁と龐徳は宛を陥落させ、侯音を斬った。
同年秋、関羽ら群臣らが劉備を漢中王に推挙した。劉備が漢中王を称するようになると、関羽は前将軍・仮節鉞に任じられた。
同年、子の関平・都督の趙累らと共に樊城を守る曹仁を攻撃した。曹仁の援軍として、七軍の指揮を執っていた于禁が駆けつけたが、折からの悪天候により大洪水が起こり、七軍は水没した。関羽は船団を指揮して攻撃をかけ、于禁と彼が指揮を執っていた3万の兵を降伏させ、さらに樊城の北に駐屯していた龐徳を斬った。また、このとき荊州刺史の胡修・南郷太守の傅方らが関羽に降っている。関羽は樊城を完全に包囲し、別将を派遣して呂常が守る襄陽までも包囲した。さらに関羽は方々に印綬をばら撒き、梁・郟・陸渾といった曹操領内の群盗などが一斉に蜂起し、中原は震動した。同時に勢いに乗じた関羽は上庸の劉封・孟達に援軍を求めたが、上庸が安定していないことを理由に拒絶された。
曹操はこの事態に狼狽し遷都まで考えるほどであったが、曹操の配下の司馬懿と蔣済は于禁を弁護し、これ以前に和議を結んでいた孫権を利用して、長江南を領有することを条件に関羽を背後から攻撃させる策を提案し、曹操は孫権と密約を結んだ。その一方で、徐晃を派遣して曹仁を救援させた。これにより関羽は、逆に曹・孫両軍に挟撃されてしまうことになる。曹操の配下の董昭は曹操に「樊城の将兵の士気を高めるためと、関羽の我が軍への戦意を喪失させるために、孫権が殿と同盟を結び関羽の背後を攻めることを、樊城の我が軍と関羽に漏らすべきです」と提案した。曹操はこの提案に従い、徐晃を介して樊城の曹操軍と関羽軍に孫権参戦の情報を伝えさせた。この情報を聞いた樊城の曹操軍の士気は大いに上がった。
関羽は孫権への備えを当初はおこたらず、長江沿いに守備兵を置いていたが、呂蒙が病気と称して前線を離れたこと、さらに後任として陸口に派遣されてきた陸遜の謙った手紙にあっさり煽てられ警戒を解き、江陵・公安からさらに兵・物資を前線に送ってしまったという。さらに孫呉討滅の恫喝、于禁ら降伏した曹操軍の捕虜3万を養う為に孫権軍の軍需物資を強奪したこともあった。
孫権は呂蒙・陸遜らに命じて関羽への攻撃を開始した。劉備は糜芳に南郡を、士仁に公安を守備させていたが、両者は関羽との仲に隙があり、其処に着目した呂蒙は両者に誘いをかけ寝返らせ、関羽の拠点たる江陵・公安を奪った。その後も陸遜らの働きで荊州の劉備領は次々に攻略されていった。
関羽は襄陽・樊城を落とせぬまま、徐晃に攻撃を受けて敗れ樊城の包囲を解いた。
その後、孫権は関羽軍の輜重を奪ったが、それを聞いた関羽は襄陽の包囲も解き、撤退した 関羽は、使者を何度も呂蒙の元に送り連絡をとろうとしたが、呂蒙はそのたびごとに関羽や関羽の部下の妻子たちを捕虜にして厚遇していることをわざと使者に知らせた。使者の口からこのことを知った関羽の部下たちは敵対心を失って、やがて関羽の軍は四散し、大半の将兵が孫権軍に降伏した。
関羽は当陽まで引き返したのち、孫権が江陵に自ら軍を率いてきていることを知り、西の麦城に逃走した 。孫権から降伏を勧告する使者が派遣されてくると、関羽は降伏を受けるふりをして逃走した。しかし219年12月、臨沮において関羽は関平らと共に退路を断たれ、捕虜となり斬首された。

### 死後
群雄・関羽の首級は、孫権の使者によって曹操の下へ送られ、孫権は諸侯の礼を以て当陽に彼の死体を葬った。一方、曹操は諸侯の礼を以て洛陽に彼の首級を葬った。関羽に随行した関平を除いて、他の家族は呂蒙に保護されている。その中の一人と思われる関興は後に蜀漢の官僚として活躍したが、早世した。
章武2年（222年）、関羽を殺された劉備は孫権に対して夷陵の戦いを起こしたが大敗を喫した。
景耀3年（260年）、蜀漢の2代皇帝劉禅より壮繆侯（または壮穆侯）の爵諡を送られた。
関羽の子孫は蜀漢の列侯の一人として続いたが、炎興元年（263年）に鍾会らにより蜀が滅んだ際、龐徳の子であった龐会が関羽の一族を皆殺しにしたという。ただし、王隠の『蜀記』は非常に創作された逸話が多く、蜀臣の陳寿、蜀臣の孫である常璩も関羽の一族が皆殺しにされたという話は史書に残していない。『宋書』に登場する河東郡の関康之 や唐代の宰相関播は関羽の末裔とされる。
唐代には、武廟六十四将に唐朝以前の中国史を代表する64人の名将として、蜀漢から張飛と共に祀られている。
現在、関羽62代目の子孫を名乗る関新剛なる人物が中国に在住するが、関羽の子孫かどうか実際の所は不明である。

## 人物
『春秋左氏伝』を好み、ほぼ暗誦できた。
219年に龐徳から毒矢を受けた際、骨にまで毒が染み込んでいたために、肘を切開して毒が染み込んだ部分を削り取らせたことがあったが、宴会の最中であったにもかかわらずその場で切開させ、痛むそぶりも見せずに酒や肉を飲食し、平然と談笑していたという。
自信過剰なために、部下には優しいが同僚を軽んじることがあり、南郡太守の糜芳、将軍の士仁は関羽と隙があり、荊州治中の潘濬とは親交を結ぼうとしなかった。彼らは孫権に降伏し、呉蜀間で裏切り者として笑い者になったという。また張飛とともに諸葛亮の厚遇振りを悦ばなかったが劉備に説得されると態度を改めたという。
黄忠が後将軍に任じられた際、「あんな老兵と同格になれるか」と不満を表し、前将軍への就任を拒否しようとしたが、使者である費詩に君臣間のありようを説かれ諌められると彼の言葉に大いに感じ入り、過ちを悟って即座に拝命した。
敵方でありながら張遼・徐晃とは親交があり、彼らとは互いに尊敬しあっており『傅子』では張遼は関羽を兄弟と呼び、『蜀記』では関羽は徐晃を大兄と呼んでいる。

## 評価
『三国志』を著した陳寿は、關張馬黄趙傳の最後に関羽・張飛2人の人物評をこうまとめている。
程昱からは「関羽と張飛の武勇は一万の兵に相当する」と評価された。
郭嘉も同様に張飛・関羽は共に一万の兵に匹敵するとし、劉備の為に死を以て働いていると評した。
董昭は関羽・張飛は劉備の羽翼であり恐れるべきであると評した。
章武元年（221年）、劉備が呉に報復を行うかを曹丕（文帝）が臣下に諮った際に、臣下は「蜀は小国で、名将と呼べるのは関羽1人でございました（その関羽と荊州を失った以上、蜀には戦う力が無いので、報復など行えない）」と答えている。また、同じ劉曄伝には「勇三軍に冠とする将たり」ともある。
『傅子』には、張飛と共にその武勇と義は天下に知れ渡っており、諸葛亮と合わせに人傑であって、この三人が劉備を助けているのだから蜀を平定できないわけがないと語られている。
また周瑜は関羽を張飛と共に熊虎之将であり、劉備から切り離し自らが使わしめば、大事を定めることも可能であるとした。
呂蒙は関羽は勇猛であり敵とするのは難かしく、荊州を治めて恩信を大いに行き届かせていると陸遜に語っている。
袁準は張飛と共に劉備を支え爪牙となった腹心の武人であるとした。
一方、廖立からは「（荊州を攻めるに当たって）自分の勇名を恃んで猪突猛進したため、前後の戦役（樊城・夷陵）でたびたび兵を失う原因となった」と批判された。

### 関羽信仰

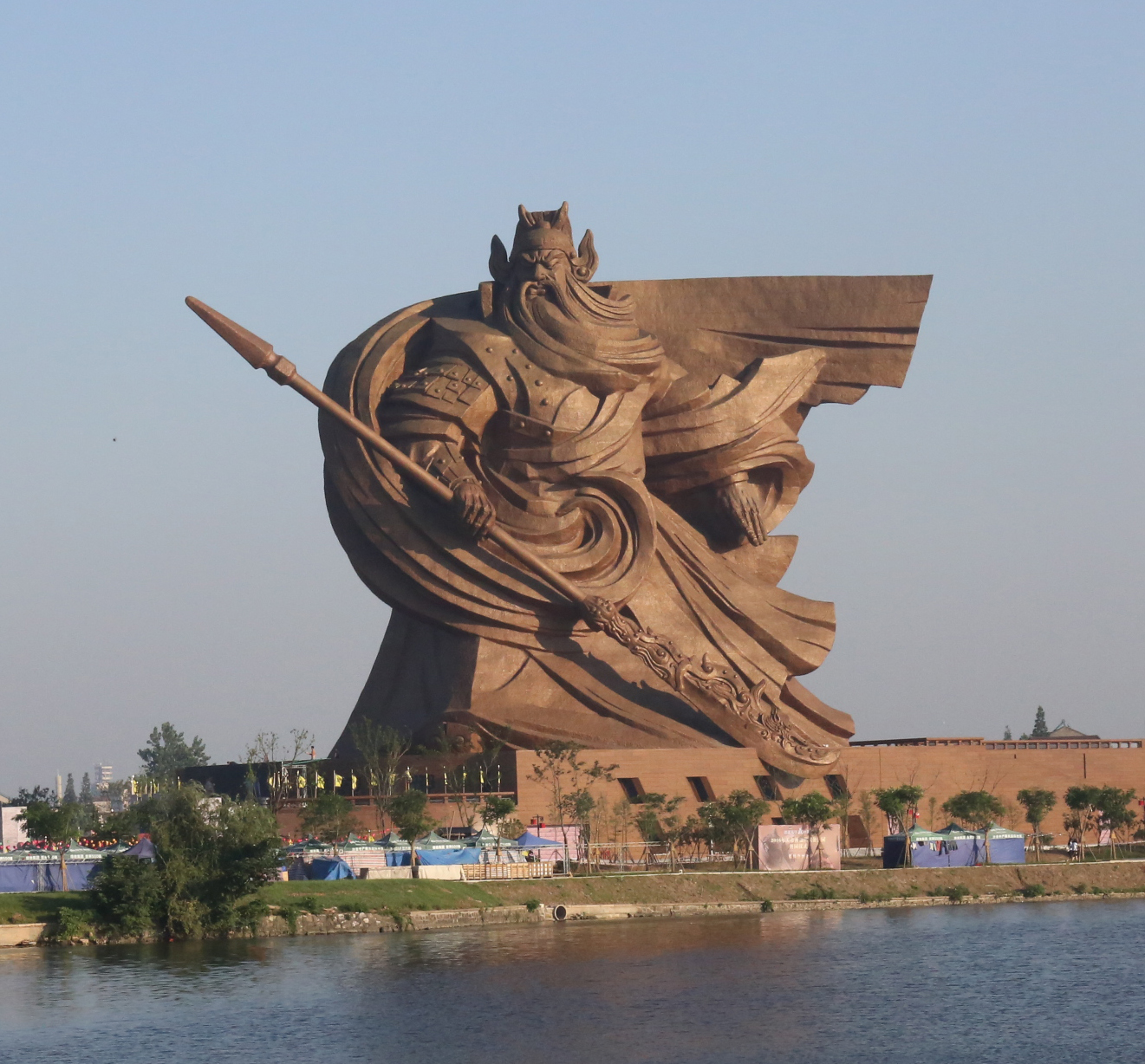
荊州区の関公義園にあった関羽の巨大銅像（韓美林作、現在は取り壊されている)

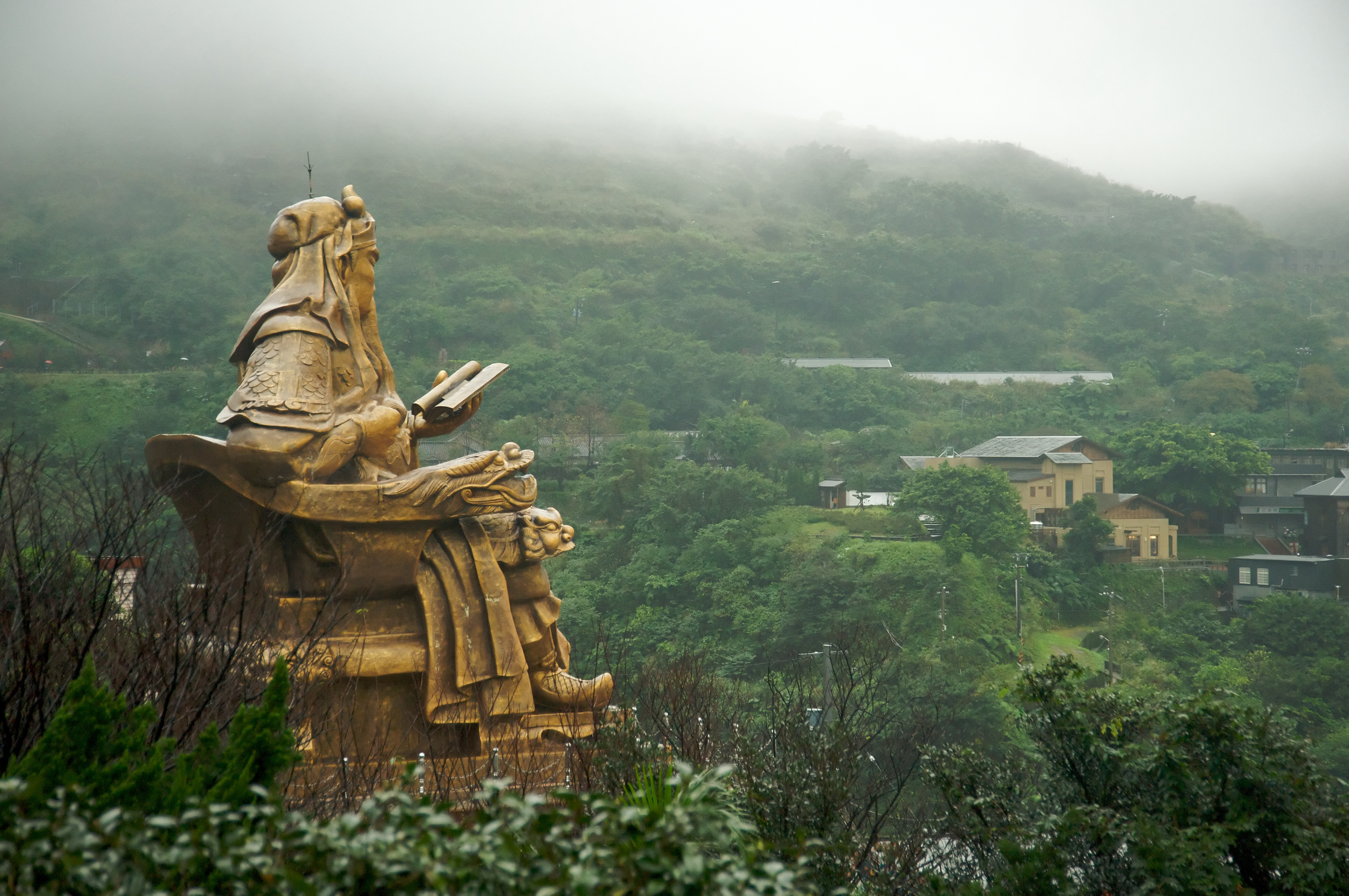
台湾・新北市の金瓜石にある巨大な関羽像

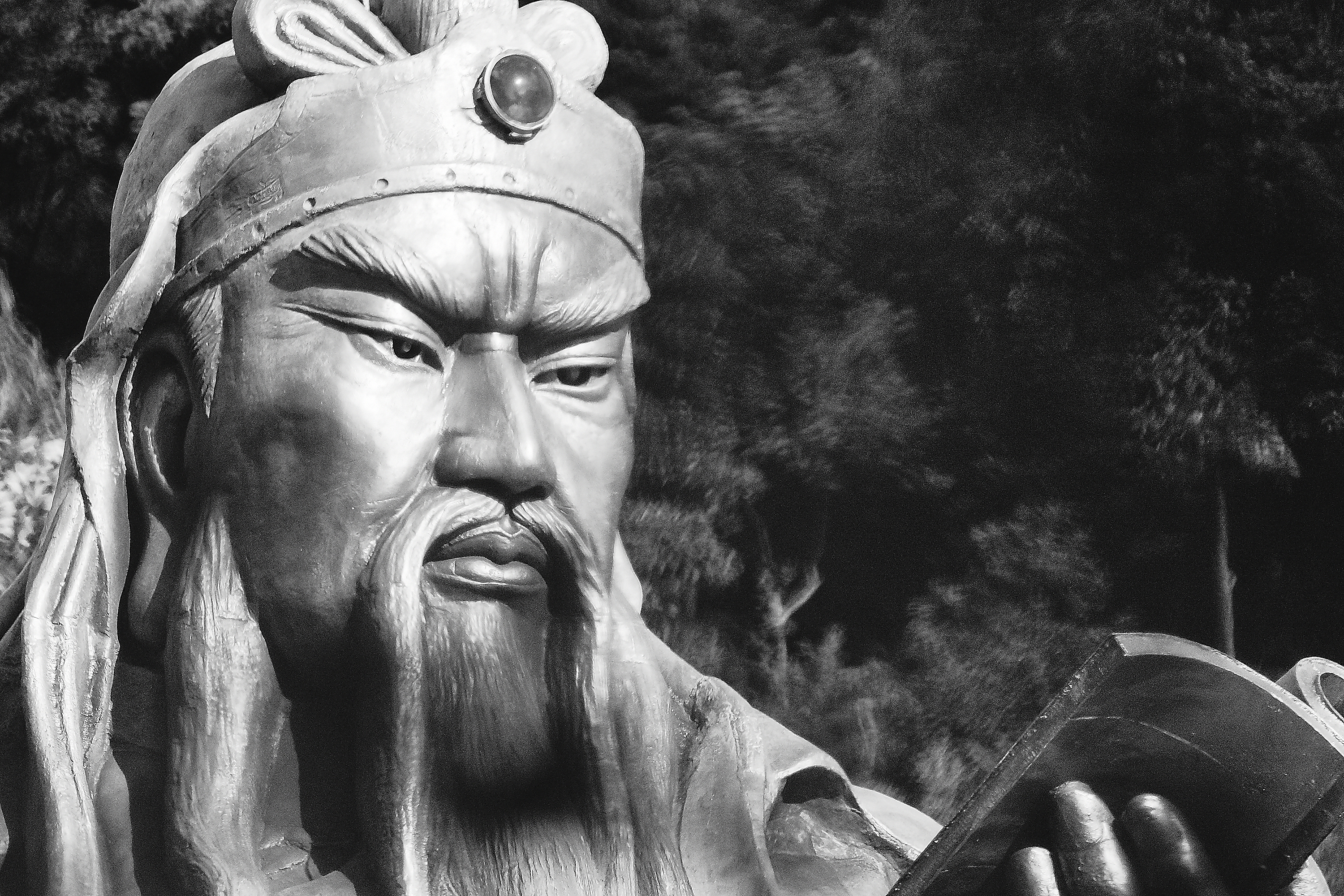
台湾・新北市の金瓜石にある巨大な関羽像正面向こう

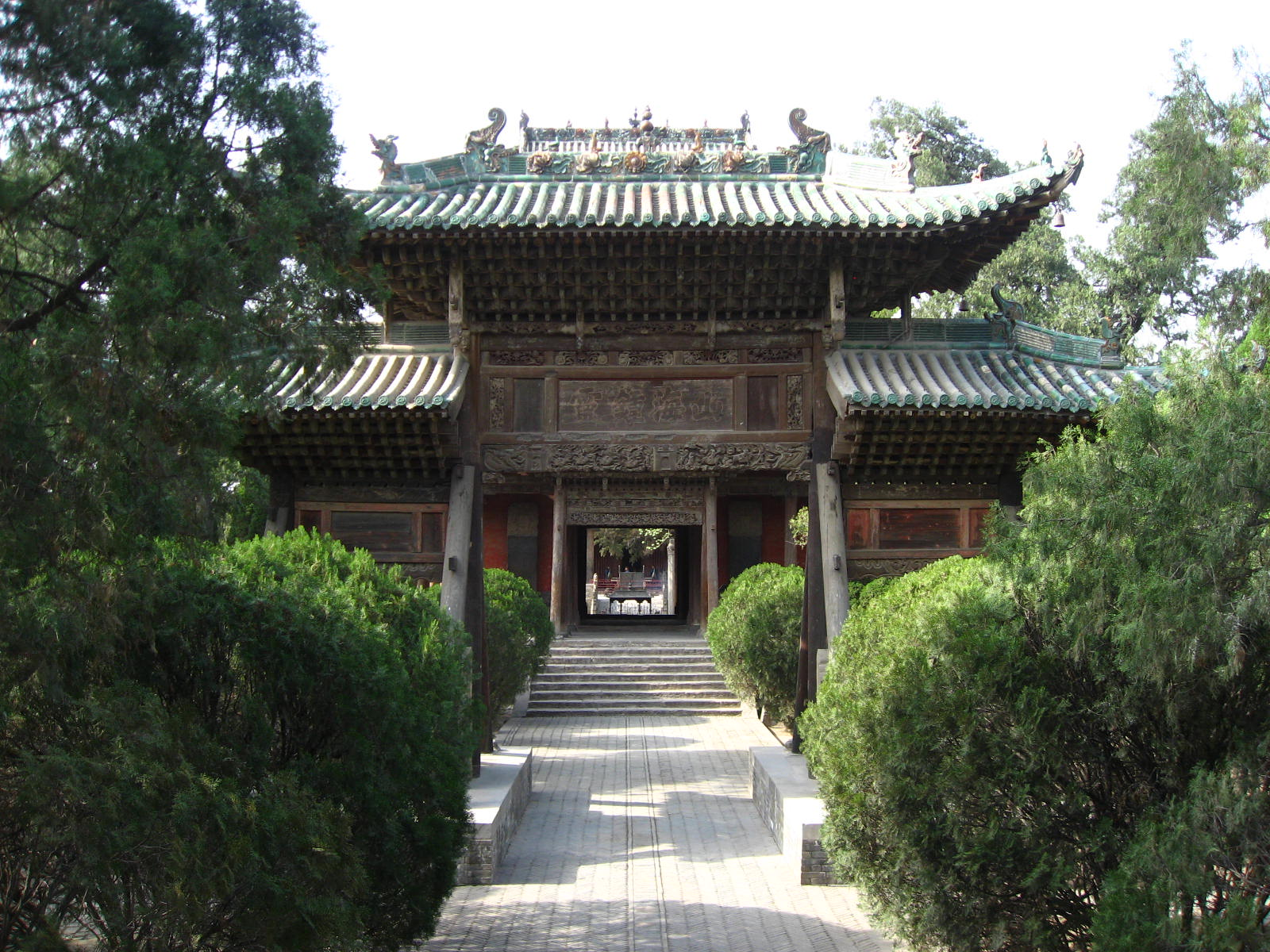
山西省運城市塩湖区にある中国でも有数の大きさの解州関帝廟

関羽が死んでから唐代以前までの約400年の間、人々からの注目や人気はさほど高くなかった。例えば六朝時代の『神仙伝』、『捜神記』、『拾遺記』、『世説新語』や殷芸『小説』などといった小説は三国時代の人物に多く触れているが、関羽への言及は皆無に等しい。唐代になると詩文の中に詠われるようになるが、なお一般的な賛美にとどまっていた。また荊州地区における怨霊伝説の一種ともなっている。関羽は「関三郎」という祟りをなす鬼神として范攄『雲渓友議』や孫光憲『北夢瑣言』といった筆記小説に登場しており、後者においては「関妖」という呼称も見られる。しかし宋代になると、政治的理由（下述）と庶民文化の隆盛に伴って人気が徐々に上昇し、元代では関羽は数多くの雑劇の演目で主役となった。明清時代にはさらに美化と神格化が進み、清代においてはついに「関聖大帝」として聖賢の列に加わり、天子と同様に避諱の対象となった。元来は悪神であったイメージも士大夫階級の操作により一転し、関羽を象徴する忠義心をもとに神格化を重ねて、天祐を民に授ける神へと変化した。
道教では、六朝時代における、神格化された人間の一覧『真霊位業図』には曹操・劉備はいるが、関羽はいない。六朝時代ではまだ関羽の評価は固まっていなかった証拠といえる。北宋期『漢天師世家』で張天師が関羽を呼び出す話があり、この頃には人間に呼び出される程度の扱いであった。明初に書かれたとされる『道法会元』には「関元帥」と記されており、この時点でかなりの地位の向上がある。その後に「協天大帝関聖帝君」として神格化された。神格化されたのは仏教よりも後なのは確かである。
その仏教では唐代の『荊南節度使江陵尹裴公重修玉泉関廟記』に、隋代の智顗禅師の元に関羽が現れて、僧坊を提供し守護神となったとする話が載り、南宋期に書かれた『仏祖統紀』には智顗禅師の元に関羽の霊が訪れ、仏法に帰依したいと請われた禅師が煬帝に奏して、関羽を「伽藍神（伽藍菩薩）」に封じたとしている。現在では「関帝菩薩」とも呼ばれている。
儒教では五文昌の一人「文衡聖帝」とされて、「山西夫子」と呼ばれている。封じられた時期ははっきりしない。武より文の面が強調されており、台湾などでは受験の際に礼拝される。
政治面から見ると、乱世の中で特定の個人に対して忠誠を尽くした関羽は、為政者から見ると賞賛すべき人物であった。そのため、北宋の徽宗皇帝が爵諡の「忠恵公」後に「武安王」として封じ、「崇寧真君」とした。その後、南宋期には「義勇武安王」とされたと伝わる。明初には神号「協天護国忠義関聖大帝」とされてから、熹宗皇帝が「三界伏魔大帝神威遠震天尊関聖帝君」に封じ、清代に入ると順治帝が「忠義神武関聖大帝」として、後に宣統帝が「忠義神武霊佑仁勇威顕関聖大帝」、光緒帝に至っては「忠義神武霊祐仁勇威顕護国保民精誠綏靖翊賛宣徳関聖大帝」と次々と追贈している。多くは王朝初期と末期に追贈がされており、政策の一環や国内外の情勢が垣間見える。なお、清朝が公認した関帝信仰は、満洲を劉備、蒙古を関羽に準えた兄弟結盟を背景とし、蒙古との関係を維持する目的もあった。
同時に、清代には県に必ず孔子を祭る文廟と、関帝を祀る武廟を建立させた。孔子廟が中華人民共和国初期に多数破壊された結果、現在では関帝廟が単独で多く各地に残る結果となっている。
一方、民衆の人気も高く、各地の中華街には関帝廟が建立されており、日本においては横浜中華街と神戸南京町の関帝廟が著名である。『水滸伝』には関羽の子孫である関勝が、銭彩原『説岳全伝』には関勝の子の関鈴がそれぞれ登場する。また民間伝承では玉帝に比する「左玉皇」とされていて、「関恩主」とも敬称される。なお、民間では関帝の聖誕日を旧暦5月13日もしくは旧暦6月24日としており、台湾では旧暦6月24日に祭りが行われる。
関羽のプロフィールについても、民間伝説により補完されている。銭静方『小説叢考』は、清代に「発見された」関羽の墓碑なるものを根拠に、関羽の生年を延熹3年（160年）6月24日とし、祖父は関審、父は関毅、妻は胡氏 であるとする。さらに関平を関羽の実子とし、光和元年に生まれたとする。
中国聯合準備銀行が1938年から1945年まで発行していた10元紙幣に肖像が採用されていた。

### 京劇における関羽

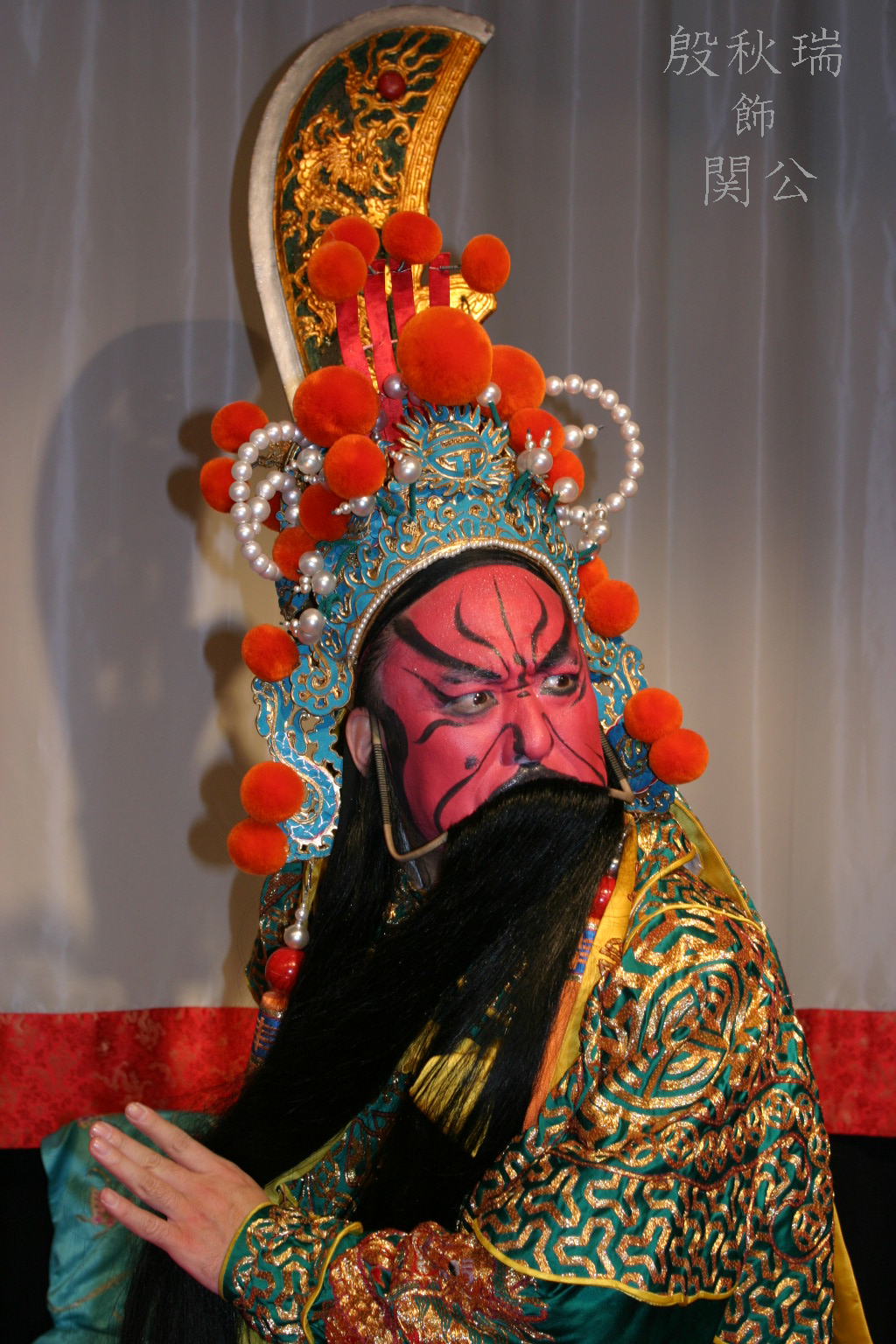
京劇の関羽(俳優は殷秋瑞氏)

京劇での関羽役は、主な四つのキャラクターのうちの生（Sheng、ション=男役の総称。男役の中でも武人・英雄などは「武生（ウーション）」と細分化して呼ばれる）に分類されるが、特に「紅生」と呼ばれ、専門の役者が演じる。顔は造作の線を除いて、忠義を示す赤一色に塗り、完璧な忠義を表現する。
その一方、関羽を演じる役者は、化粧のとき故意にその顔に黒子や黒い線をつけるなど、完璧なくまどりになることを避ける。これは神として扱われる存在に対して、劇中の関羽は人間の行う模倣であり、関帝そのものではないと言う、京劇関係者の関羽に対する礼儀と遠慮を表すための伝統である。

### 日本における「関羽」像

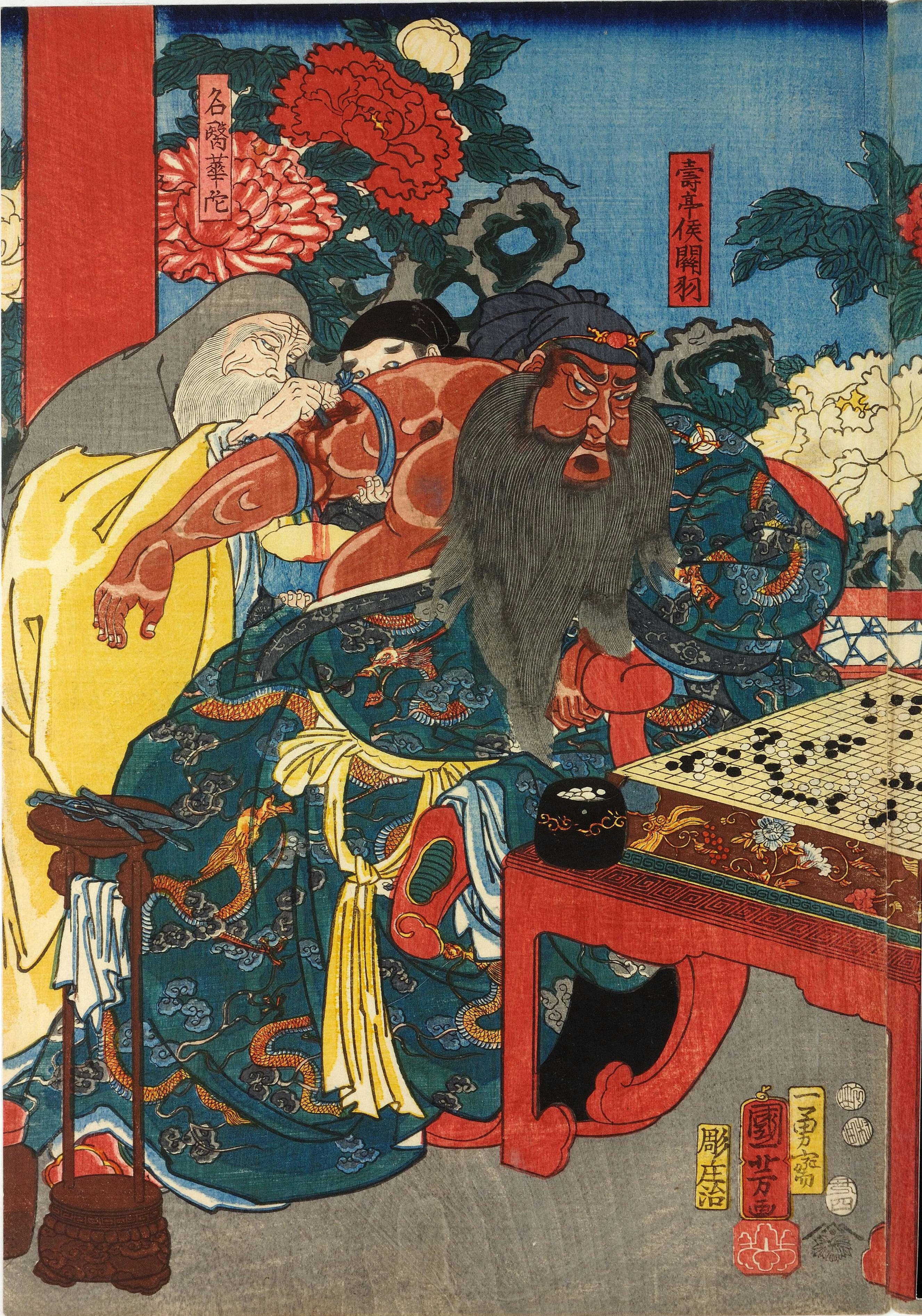
歌川国芳「通俗三国志之内」

中世期における禅僧の詩文や語録に、関羽にまつわる故事が散見される。
江戸時代初期、とりわけ林鵞峰以降、漢詩の題材として諸葛亮と共に「至忠の烈臣」としての「関羽」像が讃えられた。
歌舞伎の演目に「関羽」がある。
曲亭馬琴は関羽に対して辛辣なコメントを随筆に残している。

## 三国志演義での立場

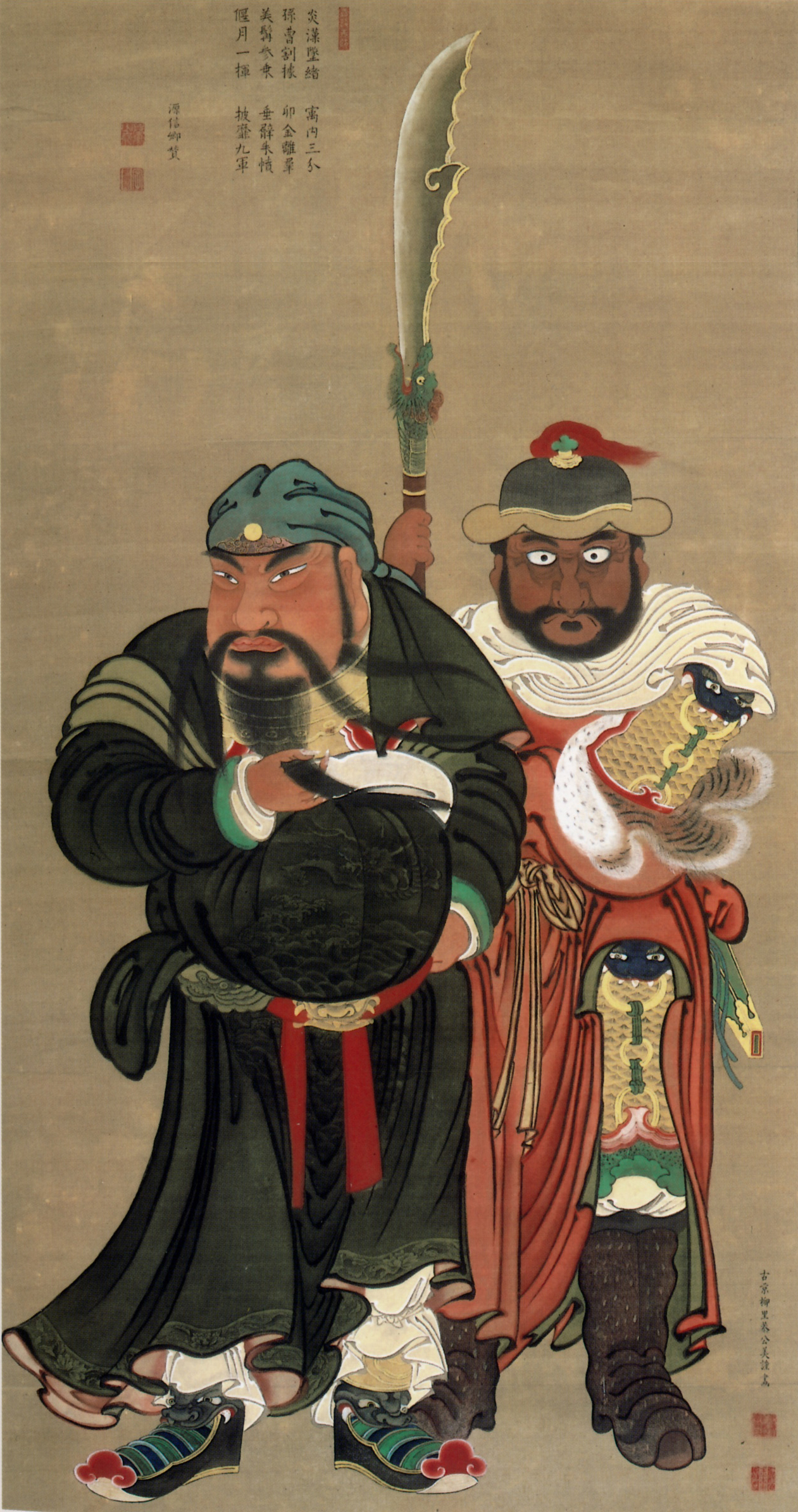
関羽像 柳沢淇園筆 柳沢伊信賛　絹本着色　東京国立博物館

小説『三国志演義』李卓吾本、毛宗崗本では、もとの字は壽長（じゅちょう）、李卓吾本では身の丈9尺5寸（後漢から三国時代の尺度で約220cm）、毛宗崗本では9尺（同尺度で208㎝）、2尺（同尺度で約46cm）の髭、「熟した棗（＝なつめ）の実のような」と形容される紅顔で重さ82斤（後漢から三国時代の尺度で約18kg）の青龍偃月刀（冷艶鋸：れいえんきょ）と呼ばれる大薙刀を持ち、赤兎馬に跨っている。主人公的存在だけあって、史実に比べ活躍は非常に華々しいものとなっている。たとえば、
- 董卓配下の猛将華雄を、曹操に勧められた酒が冷めないうちに斬った話
- 張遼に説得され曹操へと投降する際に3つの条件[注釈 18]を出す
- 曹操の元を去るとき、曹操軍の検問に手形がなかったことから見咎められて、6人の将軍[注釈 19]を斬り殺して突破した話（五関突破）[注釈 20]
- 孫権軍に処刑されたあと、呂蒙を祟り殺した話

など、講談や元曲・京劇（戯曲）などでの創作が、積極的に取り入れられている。五虎大将軍の筆頭と位置付けられている。
名馬赤兎については呂布の死後曹操が持っており、降伏した関羽の心を得るべく譲ったことになっている。曹操からの贈り物は二夫人への贈り物を含め全て封印した関羽であるが、「この馬は一日に千里を駆けると知っております。今幸いにこれを得たならば、もし兄者（劉備）の行方が知れました時、一日にしてお会い出来ましょうぞ」として唯一これを受け取り、以降は関羽の愛馬として活躍する。
また、養子として関平、次男として関興、三男として関索が出てくる。正史によれば、関平は実子（養子とする記述はない）。関興は諸葛亮にその才能を評価されていたものの二十数歳で亡くなっている。関索に至っては正史やその註にも一切記載が無く、後世に作られた伝承「花関索伝」の登場人物を流用したもので、実在しない人物だと考えられる。
赤壁の戦いに敗走した曹操を華容で待ち伏せるが、憔悴した曹操を見兼ねて旧恩により見逃す。このことを諸葛亮に咎められ死罪を言い渡されるが、劉備のとりなしで事なきを得ている。
死後に呂蒙を呪い殺すとされているが、「義理堅い関羽の印象にそぐわない」「非現実的である」などの理由から、近年では削除されることもある。その場面によると、孫権は関羽を処刑した後、祝宴を開いて呂蒙を第一の功労者として上座に座らせ、呂蒙に親しく杯を渡す。呂蒙は恭しく杯を受け取るが、突然その杯を地面に叩きつけるなり、孫権の胸倉を掴んで押し倒し「碧い眼の小童、紫の髯の鼠め！儂が誰か解るか」と言い放つや、「黄巾賊を破って以来、天下を縦横に駆け巡る事三十余年、今、貴様の奸計にかかり、儂は最早生きて貴様の肉を食らう事はできぬが、死してこの呂蒙の魂を道連れにしてくれようぞ。我こそは漢の寿亭侯、関雲長なり！」と大喝。祝宴に列席していた一同が顔色を変えて平伏すると、呂蒙はばったりと倒れ、全身の穴という穴から血を吹き出して死ぬことになる。関羽の魂が乗り移ったように描かれている。またその首を贈られた曹操が戯れに「別れて久しいが、お変わりなかったか？」と声をかけると眼と口を開いて睨み付け曹操を驚かせた。その後、曹操は関羽の亡霊を恐れ衰弱し病死したとも語られている。
また関羽が斬首された後、その霊が玉泉山の普浄という僧の前に、同じくして死んだ関平と周倉、それに家臣の霊と共に現れ、呉や呂蒙に対する恨みを綴るが普浄の説得により成仏する、という話もある。普浄という人物は話によっては、以前関羽を助けた人物だとも、関羽が死んでから百年後にいた人物だとも言われており、存在した年代がはっきりしておらず、フィクションなのか実在したのかさえもわからない。

## 関羽を主題とした作品
映画
- 『三国志英傑伝 関羽』（2011年、中国、主演：ドニー・イェン）

テレビドラマ
- 『三国志・関羽伝』（別邦題：『三国志 新武伝』、1993年、中国、主演：張山）
- 『関羽（中国語版）』（別邦題：『三国志 関公』、2004年、中国、主演：王英権）